# Nicolas Touzaint
Nicolas Jean Denis Touzaint (Angers 10 mei 1980) is een Frans ruiter gespecialiseerd in Eventing. Touzaint won tijdens de Olympische Zomerspelen 2004 de gouden medaille in de landenwedstrijd eventing.

## Resultaten
- Olympische Zomerspelen 2000 in Sydney uitgevallen landenwedstrijd eventing met Cobra d'Or
- Olympische Zomerspelen 2004 in Athene 8e individueel eventing met Galan De Sauvagère
- Olympische Zomerspelen 2004 in Athene  landenwedstrijd eventing met Galan De Sauvagère
- Wereldruiterspelen 2006 in Aken 28e individueel eventing met Hidalgo de l'Ile
- Wereldruiterspelen 2006 in Aken 7e landenwedstrijd eventing met Hidalgo de l'Ile
- Olympische Zomerspelen 2012 in Londen uitgevallen individueel eventing met Hidalgo de l'Ile
- Olympische Zomerspelen 2012 in Londen 8e landenwedstrijd eventing met Hidalgo de l'Ile
- Olympische Zomerspelen 2020 in Tokio 6e individueel eventing met Absolut Gold
- Olympische Zomerspelen 2020 in Tokio  landenwedstrijd eventing met Absolut Gold

1912: Nordlander, Adlercreutz, Casparsson,  Horn af Åminne ·
1920: Mörner, Lundström, von Braun,  Dyrsch ·
1924: Van der Voort van Zijp, Pahud de Mortanges, De Kruijff,  Colenbrander ·
1928: Pahud de Mortanges, De Kruijff, Van der Voort van Zijp ·
1932: Thomson, Chamberlin, Argo ·
1936: Stubbendorf, Lippert, von Wangenheim ·
1948: Henry, Anderson, Thomson ·
1952: von Blixen-Finecke, Stahre, Frölén ·
1956: Weldon, Rook, Hill ·
1960: Morgan, Lavis, Roycroft ·
1964: Checcoli, Angioni, Ravano ·
1968: Allhusen, Meade, Jones ·
1972: Meade, Gordon-Watson, Parker, Phillips ·
1976: Coffin, Plumb, Davidson, Tauskey ·
1980: Blinov, Salnikov, Volkov, Rogosjin ·
1984: Plumb, Stives, Fleischmann, Davidson ·
1988: Erhorn, Baumann, Kaspareit, Ehrenbrink ·
1992: Green, Rolton, Hoy, Ryan ·
1996: Schaeffer, Rolton, Hoy, Dutton ·
2000: Dutton, Hoy, Tinney, Ryan ·
2004: Boiteau, Lyard, Courrèges, Teulère, Touzaint ·
2008: Thomsen, Ostholt, Dibowski, Klimke, Romeike ·
2012: Auffarth, Jung, Klimke, Schrade, Thomsen ·
2016: Laghouag, Lemoine, Nicolas, Vallette ·
2020: Collett, McEwen, Townend ·
2024: Canter, Collett, McEwen
- Bibliothèque nationale de France: cb17012357m (data)
- International Standard Name Identifier: 0000 0004 5297 3808
- Virtual International Authority File: 12145244359774481395